# St. Arsatius (Ilmmünster)

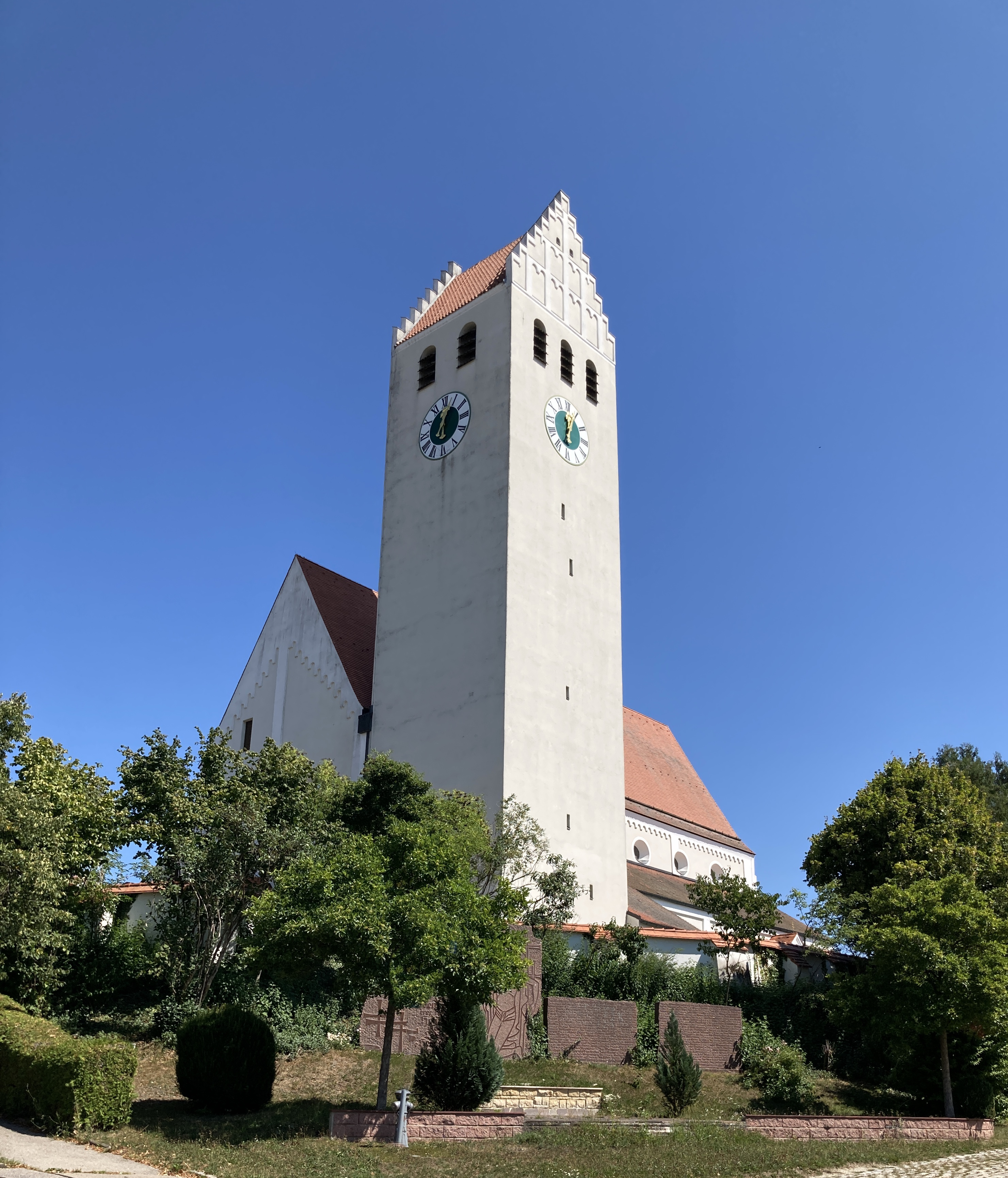
Pfarrkirche St. Arsatius aus Südwesten

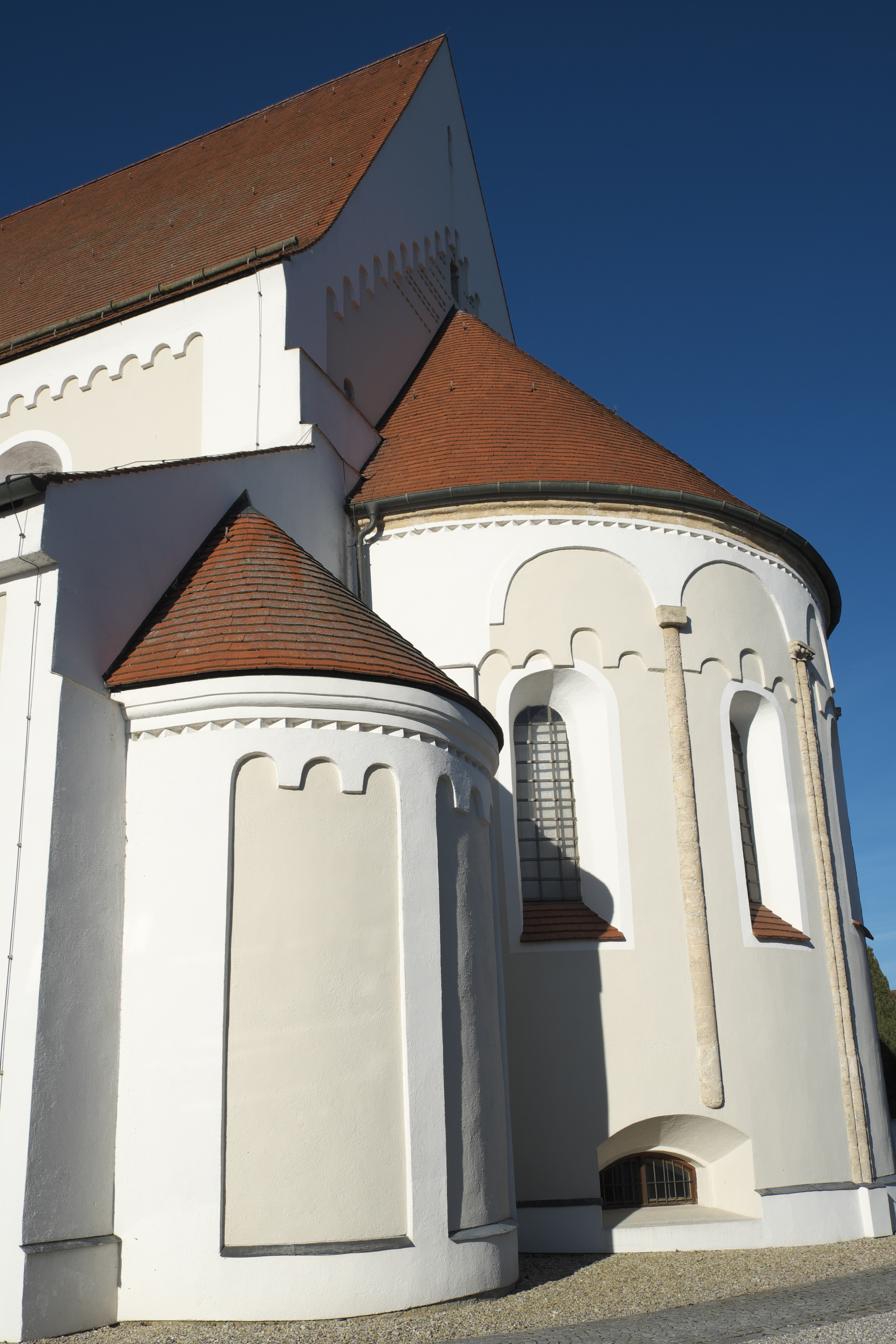
Apsis

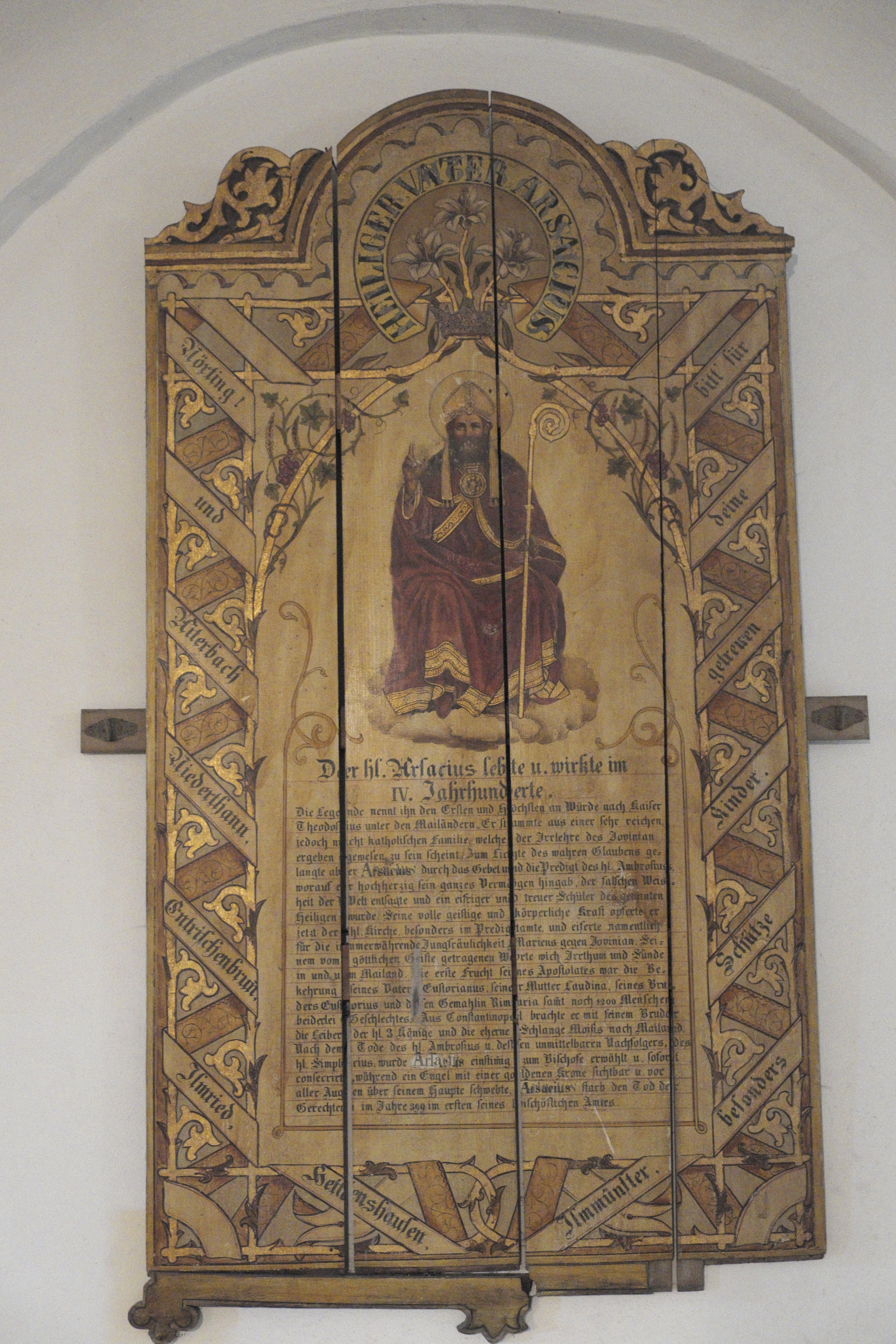
Tafel mit der Legende des heiligen Arsatius in der Krypta

Die katholische Pfarr- und ehemalige Kollegiatstiftskirche St. Arsatius in Ilmmünster, einer Gemeinde im oberbayerischen Landkreis Pfaffenhofen an der Ilm, wurde zu Beginn des 13. Jahrhunderts an der Stelle eines karolingischen Vorgängerbaus aus dem 8. oder 9. Jahrhundert errichtet und gehörte von Anfang an zum Bistum Freising. Die Kirche gehört zu den geschützten Baudenkmälern in Bayern.

## Geschichte
Die karolingische Vorgängerkirche wurde für das im 8. Jahrhundert als Filialkloster von Tegernsee gegründete Benediktinerkloster Ilmmünster errichtet, das bereits im 10. Jahrhundert durch den baierischen Herzog Arnulf I. säkularisiert wurde. Um 1060 wurde dort ein Chorherrenstift eingerichtet, das im 13. Jahrhundert seine Blütezeit erlebte. Für dieses Stift wurde um 1210/20 die romanische Arsatius-Kirche gebaut. 1492 verlegte Herzog Albrecht IV. das Kollegiatstift zusammen mit dem Stift Schliersee an die neu erbaute Frauenkirche nach München, der Ilmmünster bis zur Säkularisation im Jahr 1803 unterstand. Erst mit diesem Jahr wurde Ilmmünster eine eigenständige Pfarrei und St. Arsatius Pfarrkirche.
Im Laufe der Zeit erfuhr die Kirche erhebliche Umgestaltungen. Um 1475 wurde sie spätgotisch ausgestattet, 1676 erhielt sie ein Gewölbe und Fenster im Stil des Barock, und 1746 wurde sie mit reichem Stuck verziert. In den Jahren 1875 bis 1878 wurde eine Reromanisierung der Kirche durchgeführt. Dabei wurde der Stuck aus der Barockzeit durch Fresken von Johann Michael Wittmer ersetzt. Bei der Renovierung in den Jahren 1975 bis 1984 entschied man sich für die Restaurierung des neuromanischen Aussehens.

## Heiliger Arsatius
Die Kirche ist dem hl. Arsatius geweiht, dessen Gebeine um 766 aus Rom in das neu gegründete Kloster Ilmmünster überführt wurden, wie die Abschrift einer Grabinschrift aus dem 11. Jahrhundert bezeugt. Im Freisinger Kalendarium aus der Zeit um 980 wird Arsatius als „Confessor“ (Bekenner) aufgeführt, im 13. Jahrhundert wird er als Bischof bezeichnet. Im Wesentlichen wurde seine historisch nicht zu belegende Vita im 15. Jahrhundert festgeschrieben, nach der Arsatius mit dem Mailänder Bischof Eustorgius die Reliquien der Heiligen Drei Könige und die Eherne Schlange des Moses von Konstantinopel nach Mailand gebracht haben soll. Im Jahr 1495, nachdem wenige Jahre zuvor das Kollegiatstift nach München verlegt worden war, überführte man – unter heftigem Protest der Ortsansässigen – die Reliquien des Kirchenpatrons in die Altöttinger Kapelle der Frauenkirche. Mit dem Abtransport der Reliquien kam auch die seit dem 9. Jahrhundert bestehende Wallfahrt zum Erliegen. 1846 kamen die Reliquien wieder nach Ilmmünster zurück, wo sie seitdem in der Krypta der Kirche aufbewahrt werden.

## Architektur

### Außenbau

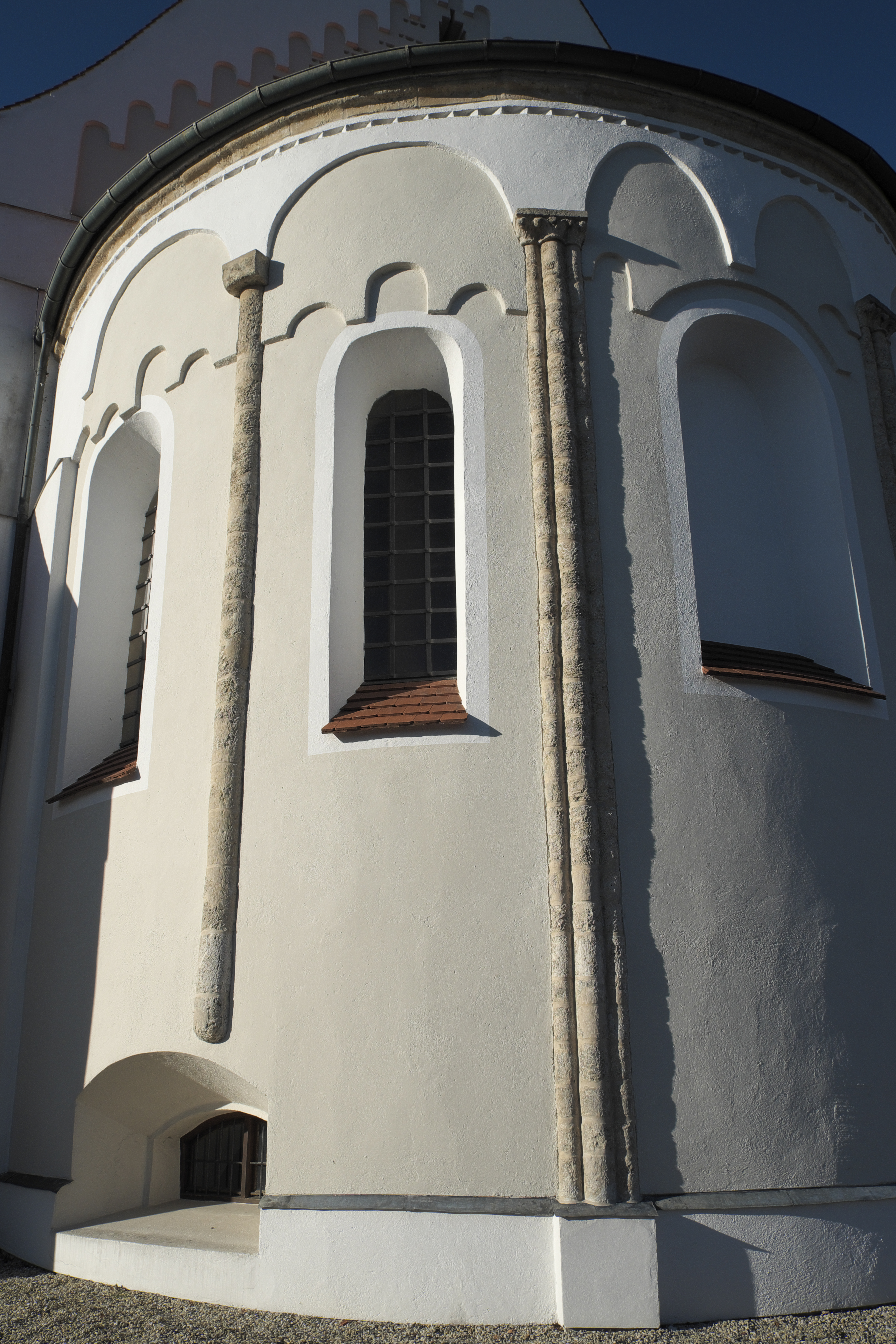
Apsis

Die drei Apsiden gliedern mit Blendbögen verbundene Lisenen und Halbsäulen, die teilweise Knospenkapitelle aufweisen. Unter dem Dachansatz verläuft ein Zahnfries.
Aus gotischer Zeit stammt der an der Südseite eingestellte, mit einem Satteldach gedeckte Glockenturm. Er ist an allen vier Seiten von rundbogigen Klangarkaden durchbrochen und wird von einem Staffelgiebel bekrönt. Das Giebelfeld ist mit Blendfeldern verziert, die von Zwillingsbögen gerahmt werden. An den Außenmauern umlaufen Bogenfriese das Langhaus.

### Innenraum
Die Kirche ist als querschifflose, dreischiffige Pfeilerbasilika mit drei Ostapsiden angelegt. Das ursprünglich flach gedeckte Mittelschiff wurde 1676 mit einer Stichkappentonne eingewölbt. Die leicht zugespitzten Arkaden ruhen auf quadratischen Pfeilern mit barock profilierten Kämpfern. Die Seitenschiffe besitzen Kreuzgratgewölbe. In der Zeit des Barock wurden die Fenster der Seitenschiffe vergrößert und im Mittelschiff die Oberfenster durch querovale Okuli ersetzt. Der Chor liegt um neun Stufen erhöht.

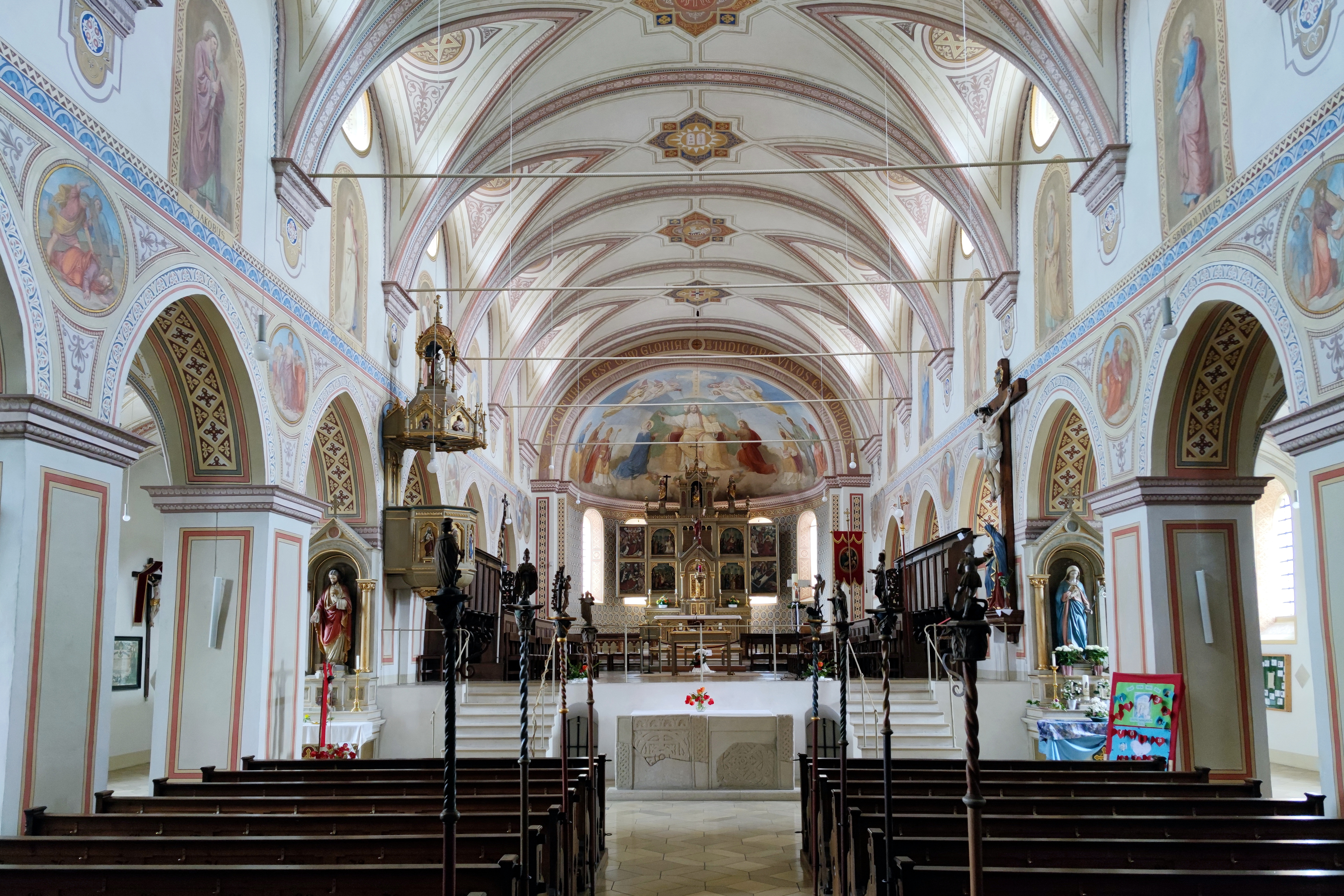
Blick zum Chor mit Altar
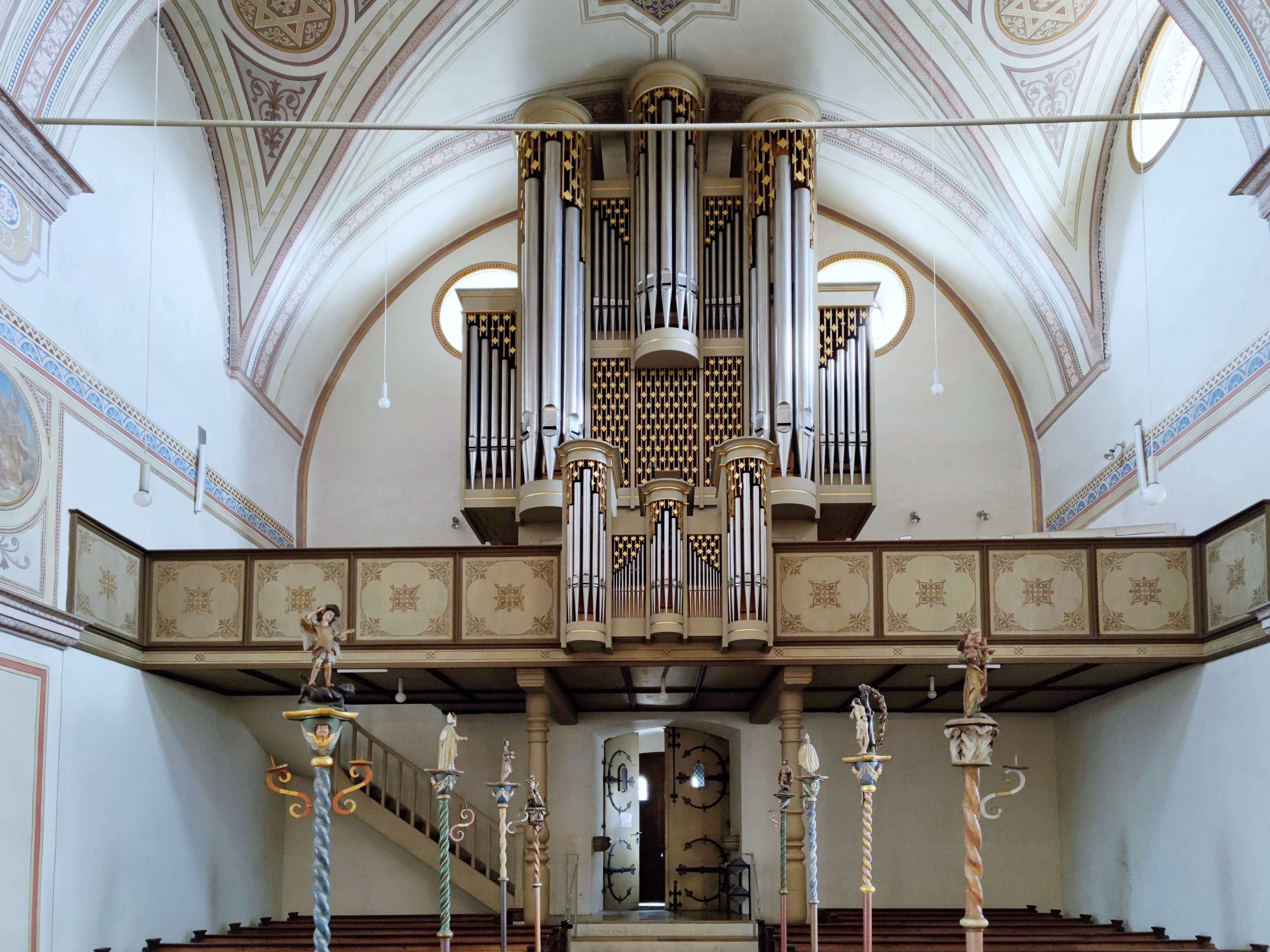
Blick zur Orgel
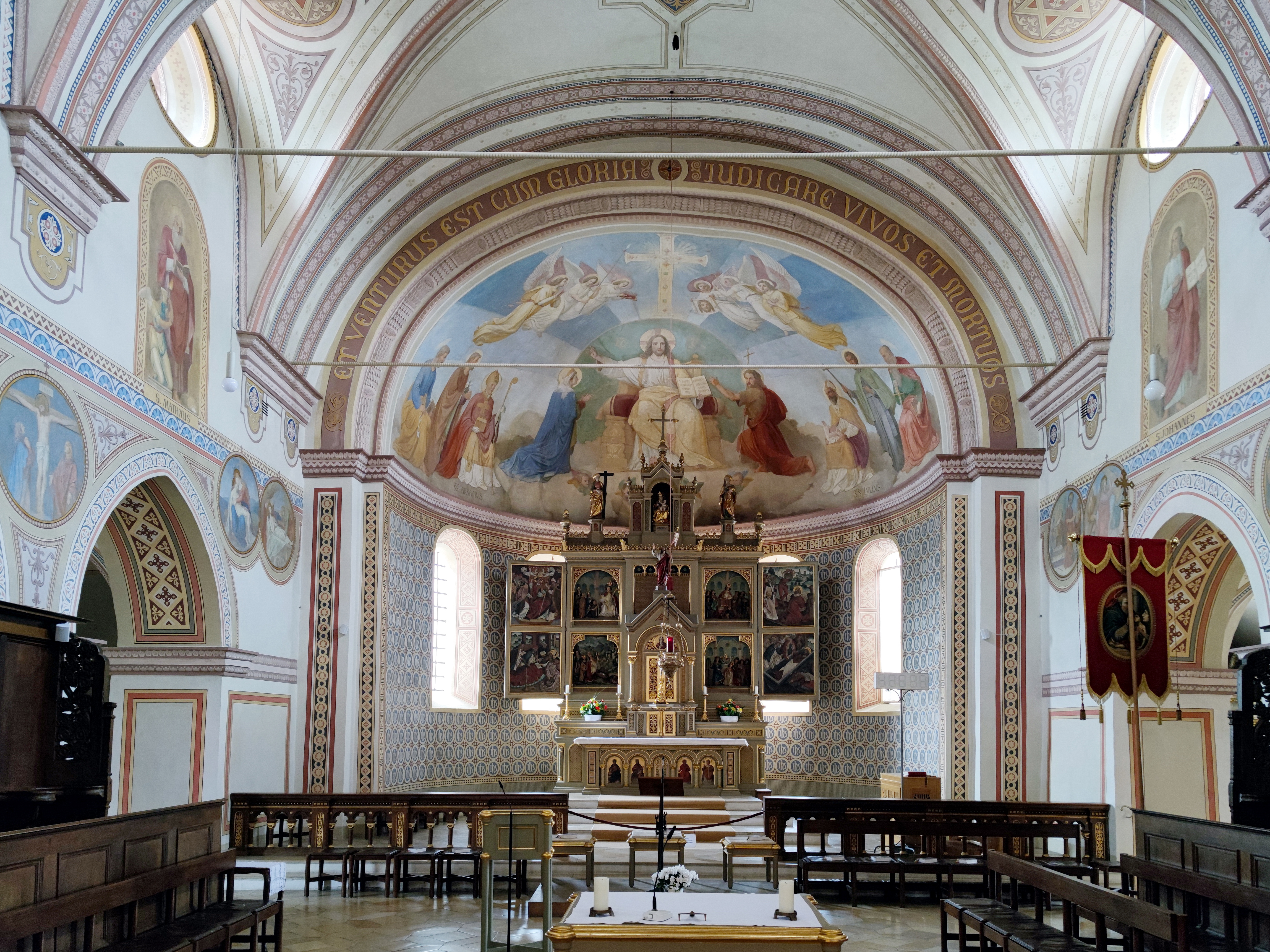
Apsis
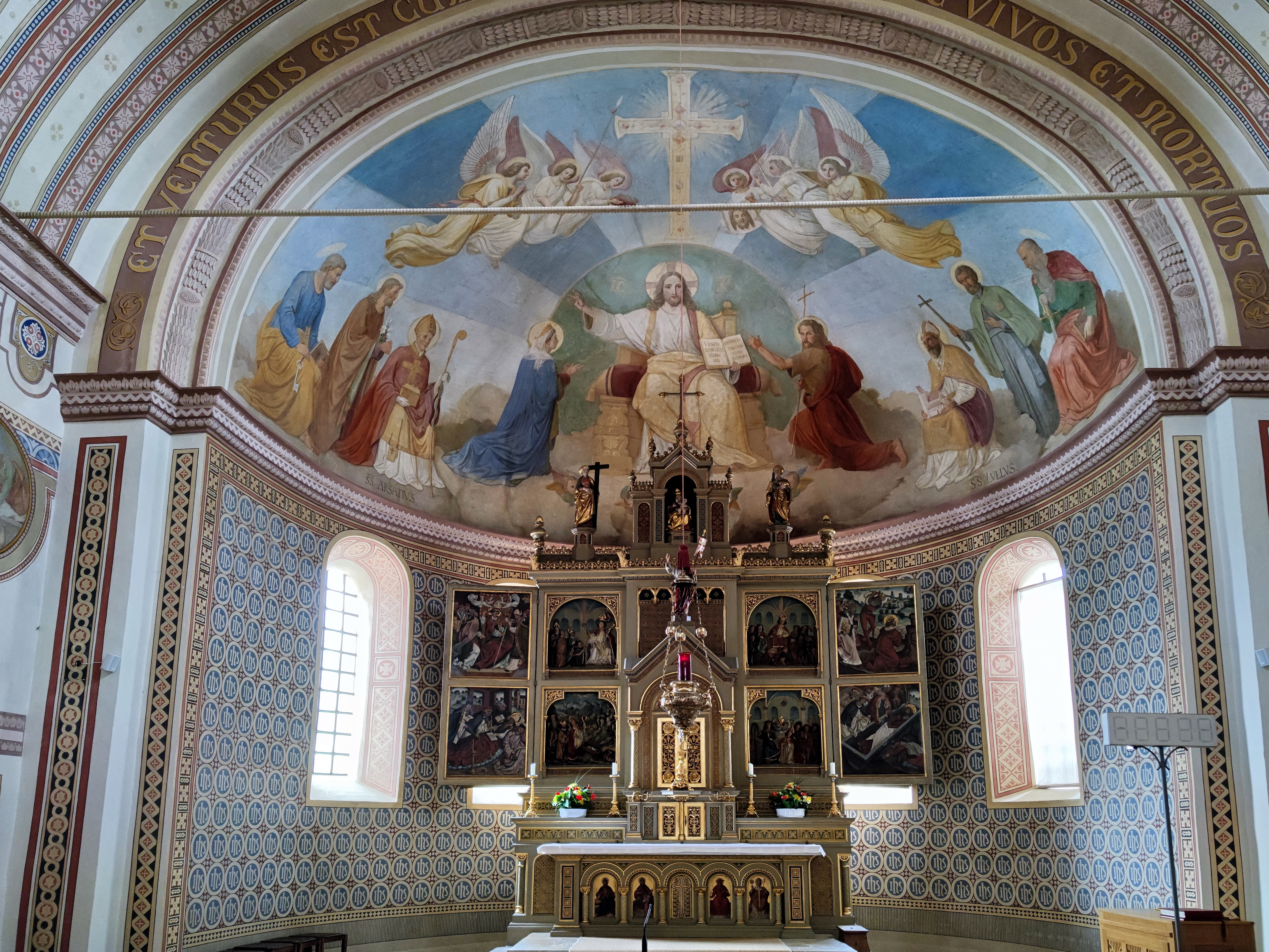
Altarraum

### Hallenkrypta
Die dreischiffige Hallenkrypta ist in fünf Joche gegliedert. Das Kreuzgratgewölbe wird von Pfeilern, teilweise mit profilierten Kämpferplatten und gebündelten Dreiviertelsäulen mit Knospenkapitellen getragen. An den Wänden wechseln Pilaster und Halbsäulen.

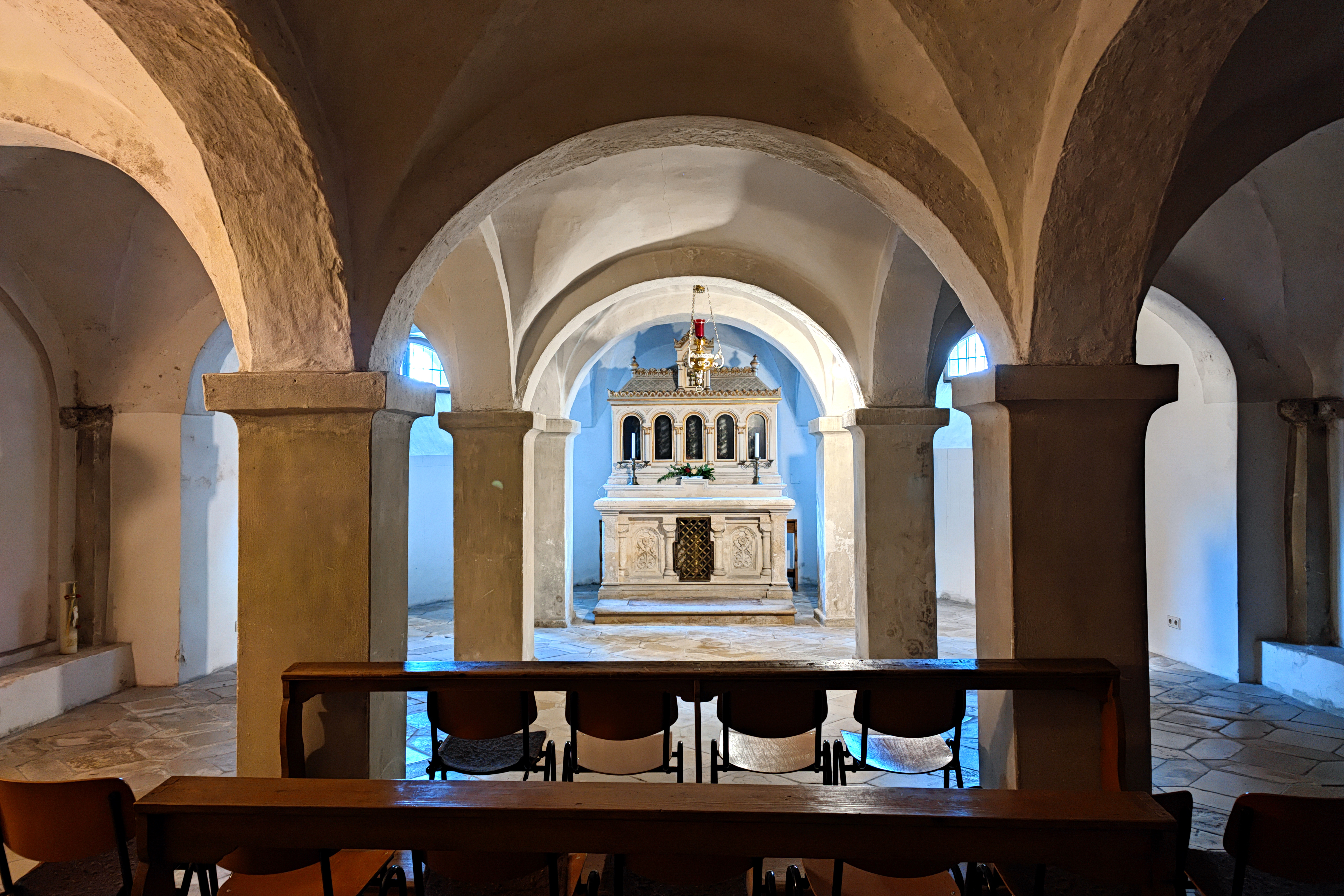
Krypta
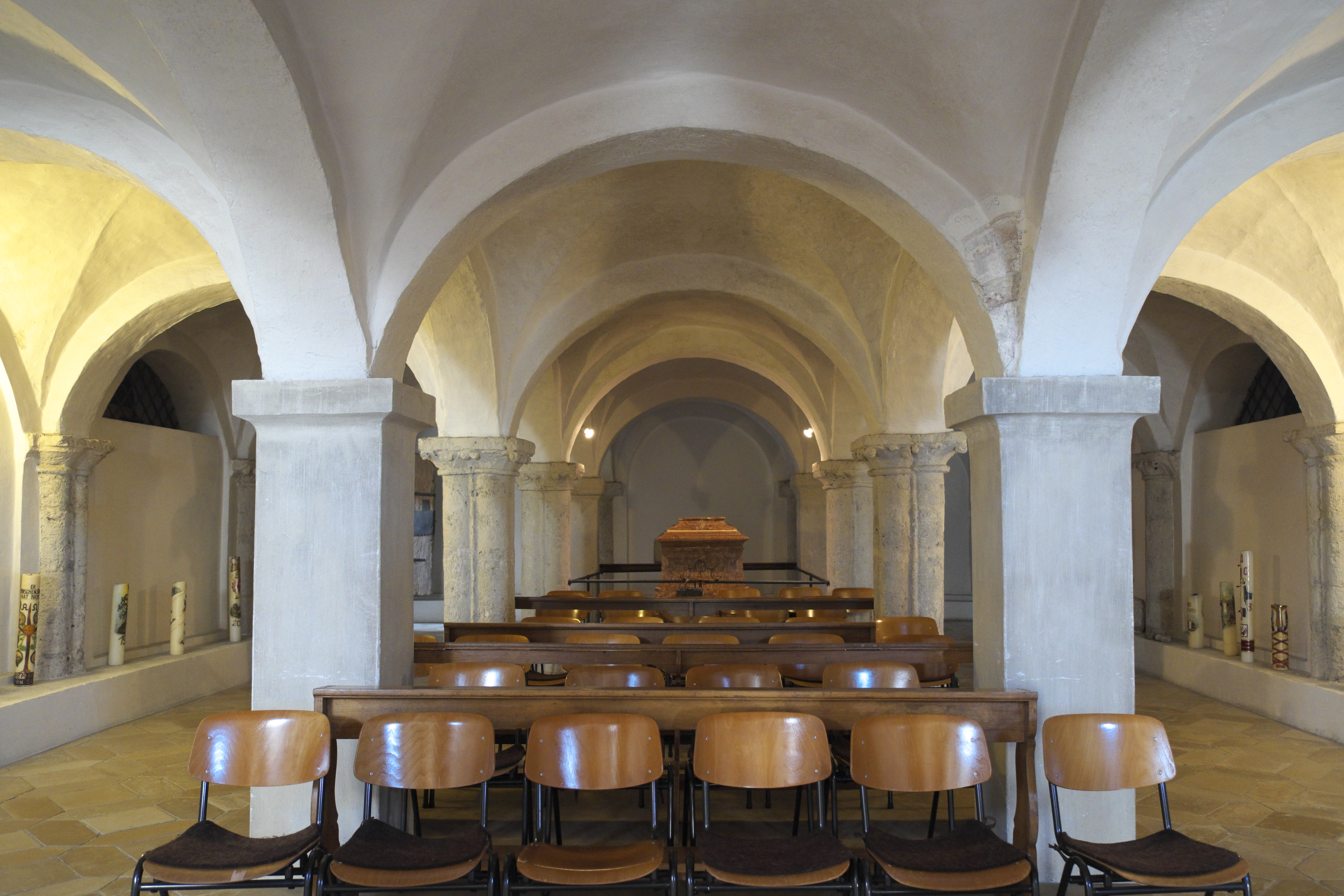
Krypta
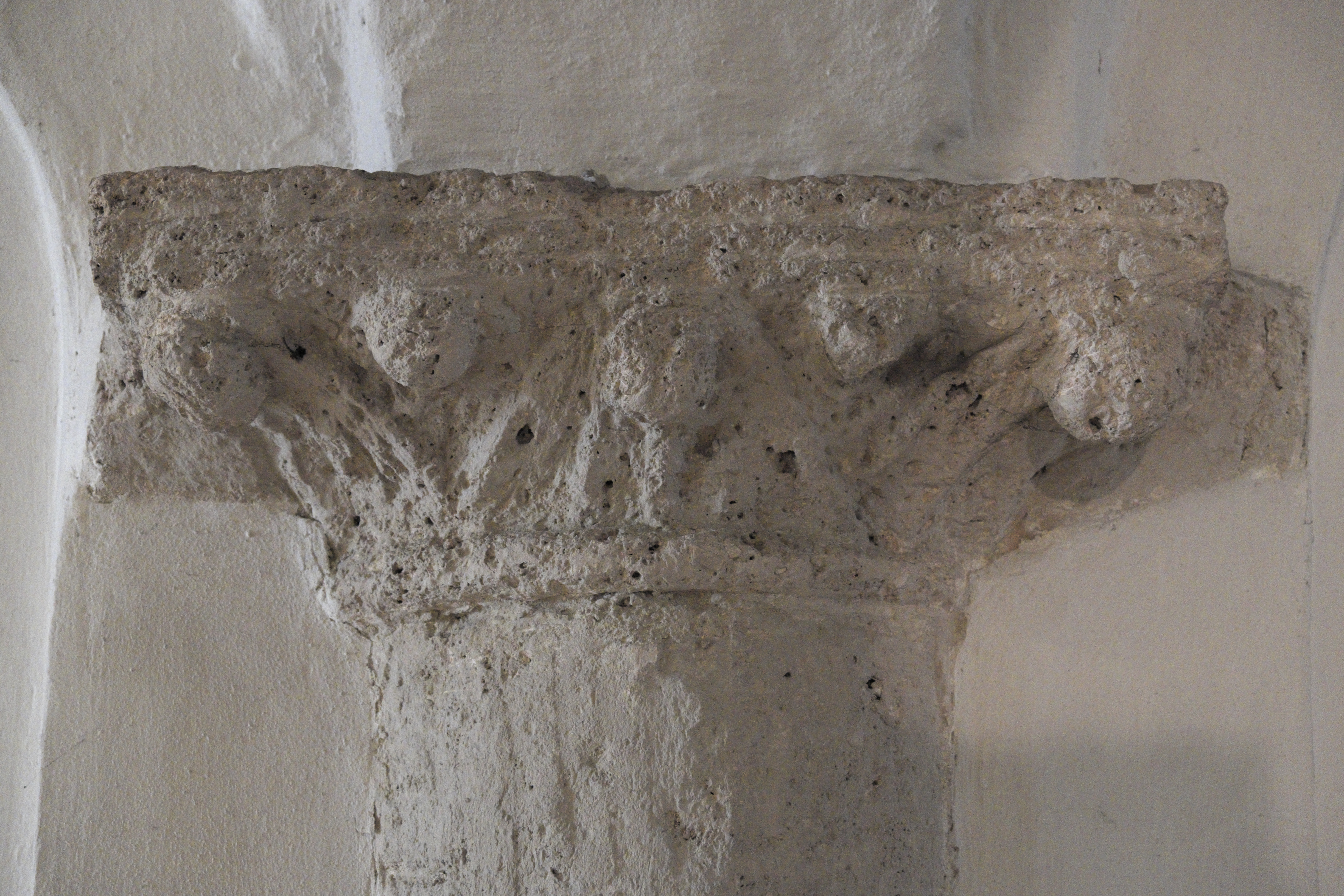
Knospenkapitell
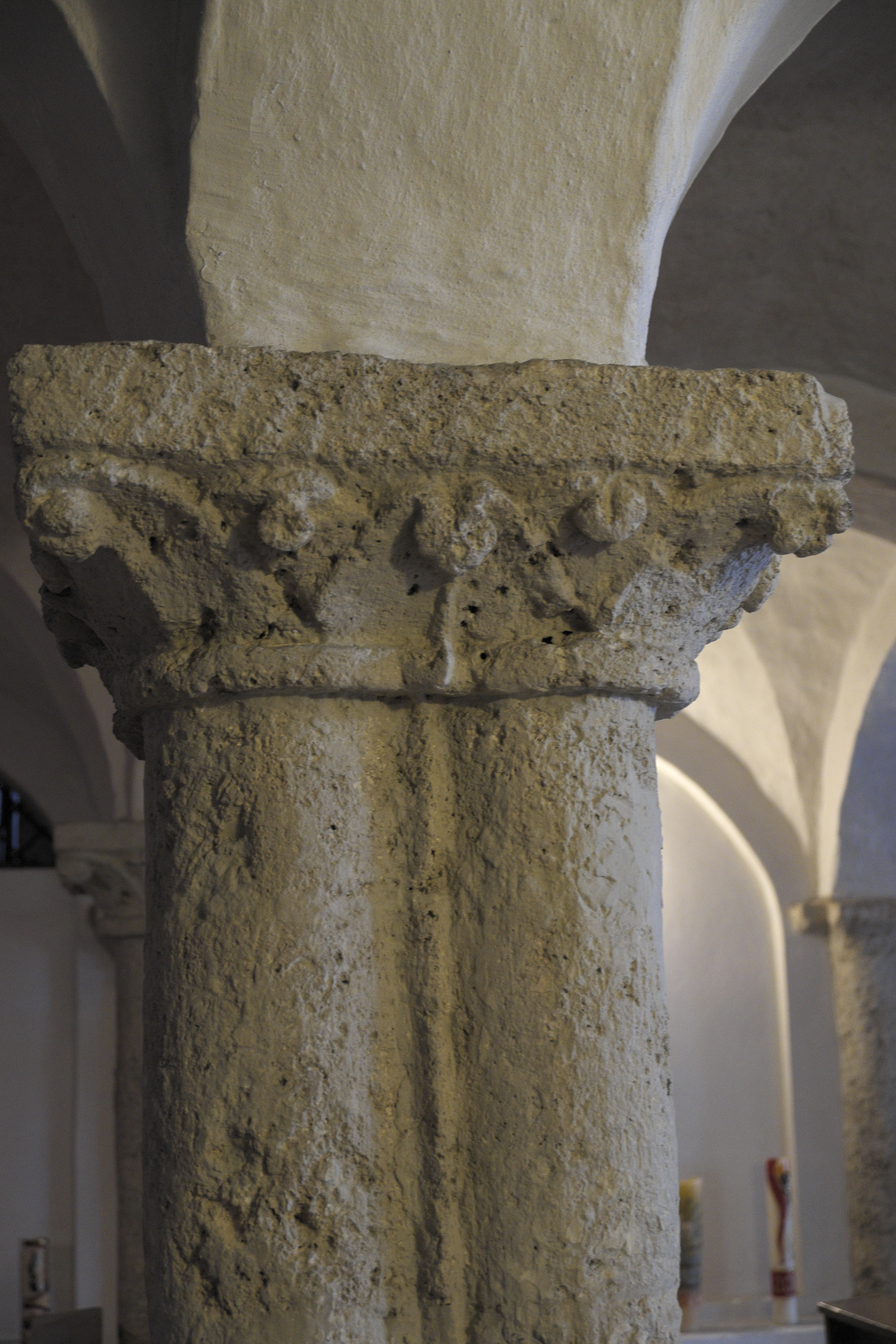
Dreiviertelsäulen mit Knospenkapitell

## Ausstattung

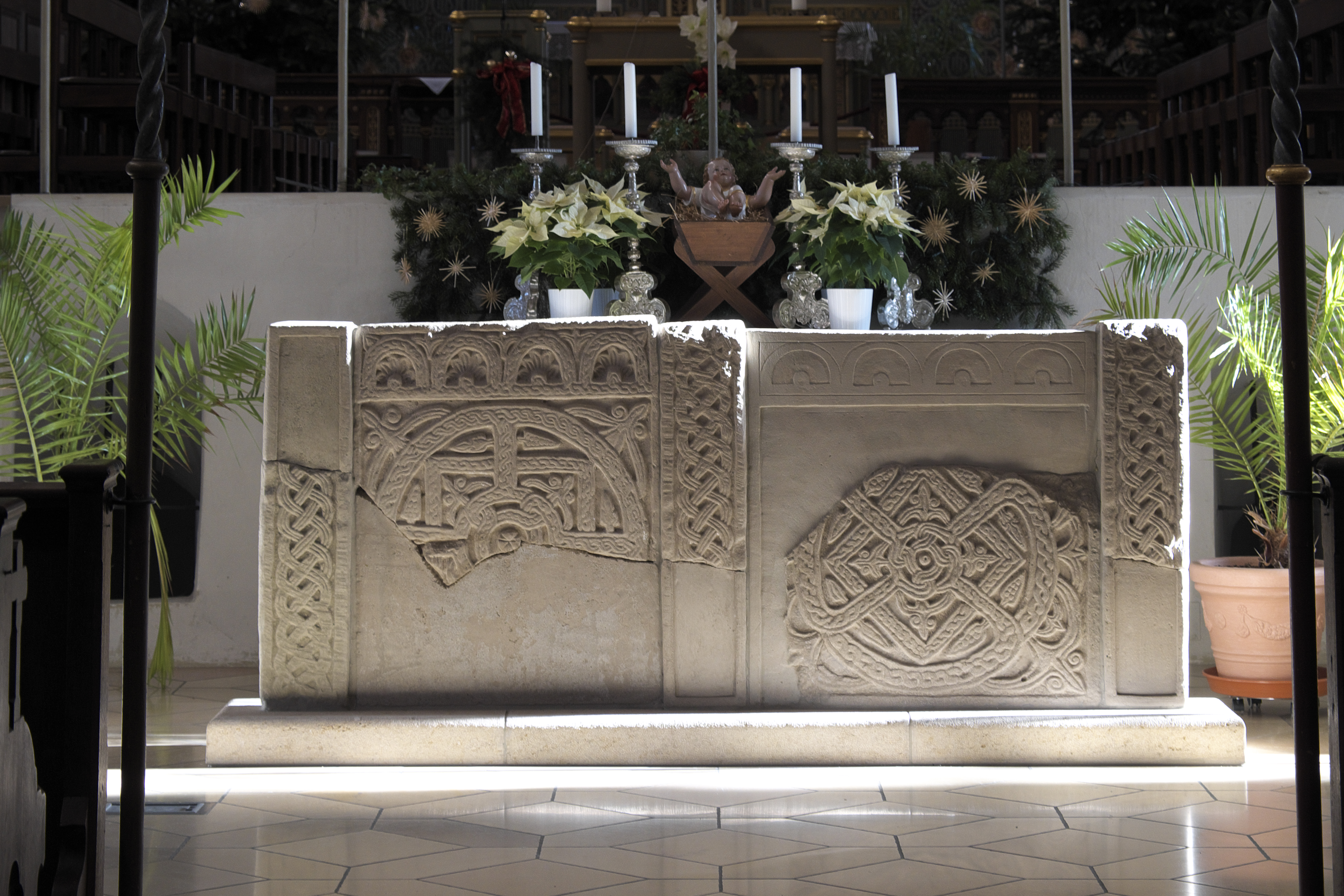
Karolingische Chorschranken (Repliken)

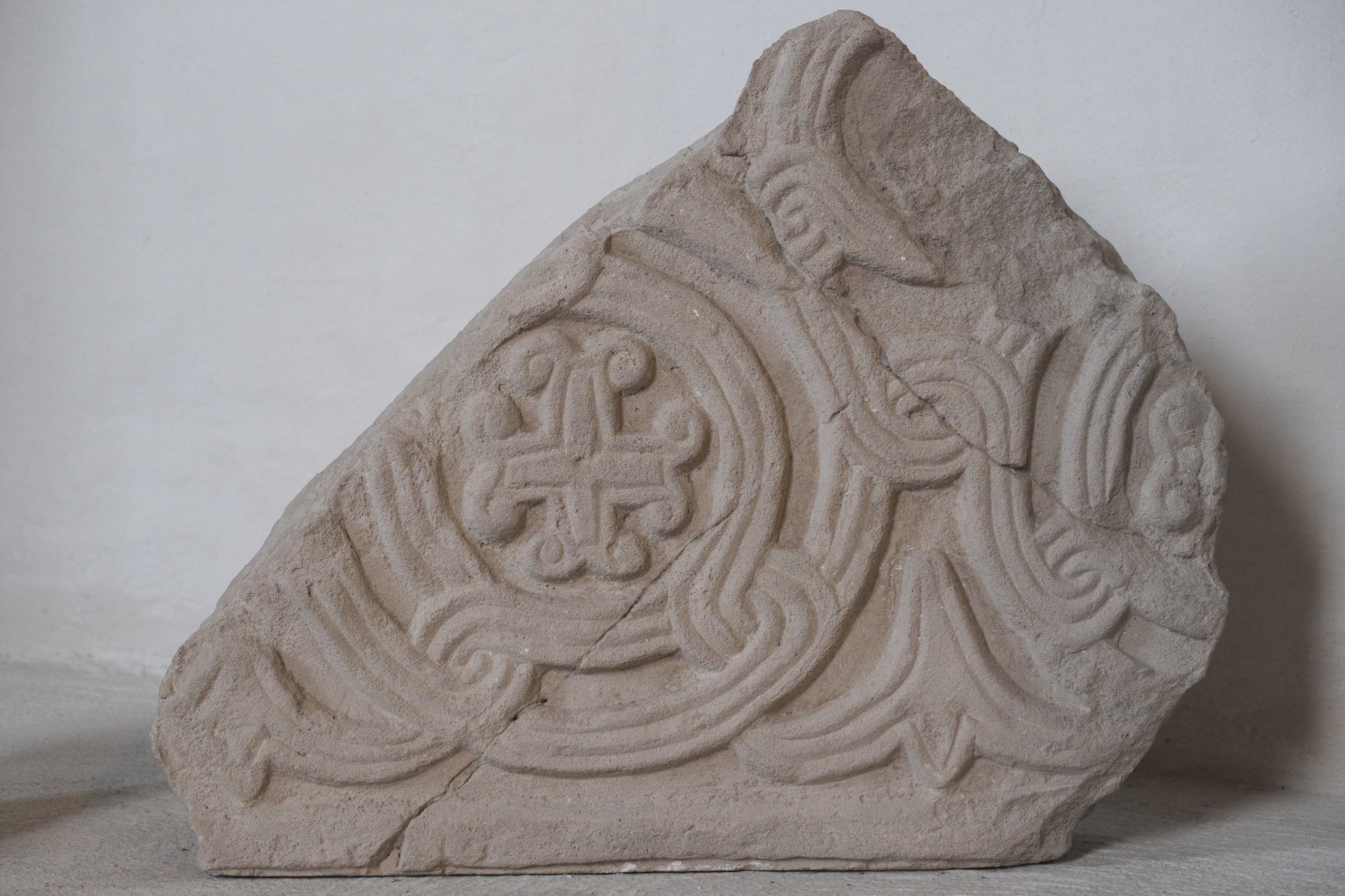
Chorschrankenfragment mit dem Ilmmünster Kreuz

- Bei Grabungen in der Umgebung des Chors wurden mehrere Fragmente der Chorschranken der karolingischen Vorgängerkirche gefunden. Die Sandsteinplatten sind mit Flechtband verziert und waren vermutlich in der romanischen Kirche wiederverwendet worden. Ein großer Teil der Chorschrankenplatten wird in der Archäologische Staatssammlung in München ausgestellt. In der Kirche wird ein Chorschrankenfragment mit dem sogenannten „Ilmmünster Kreuz“ aufbewahrt.
- Das frühgotische Chorgestühl wird um 1320 datiert.
- In den neuromanischen Hochaltar von 1880 sind vier gotische Schnitzreliefs, die Erasmus Grasser zugeschrieben werden, und zwölf Bildtafeln eines gotischen Flügelaltars eingefügt. Die vier Reliefs stellen Szenen der Legende des hl. Arsatius dar. Auf den gemalten Bildtafeln, die Jan Polack zugeschrieben werden, sind Szenen der Passion Jesu dargestellt, die Bischofsweihe des hl. Arsatius und sein Tod sowie die Enthauptung eines der hll. Drei Könige und die Überführung seiner Gebeine. Die halb lebensgroßen Figuren auf dem Altar, die hl. Helena und die hl. Elisabeth von Thüringen, stammen aus dem frühen 16. Jahrhundert. In ihrer Mitte hält eine sitzende Muttergottes mit dem Jesuskind auf dem Schoß eine Weintraube in der Hand. Sie wird in gotische Zeit datiert.
- Von der gotischen Ausstattung sind außerdem eine Pietà von Erasmus Grasser aus der Zeit um 1500 erhalten sowie, vom gleichen Bildhauer, die Assistenzfiguren Maria und Johannes auf dem Kreuzaltar im nördlichen Seitenschiff. Auch die kleineren Figuren an diesem Altar, der hl. Arsatius, der Papst Zacharias, der hl. Korbinian und der hl. Benno stammen aus der Gotik.
- Der Familienaltar im südlichen Seitenschiff ist noch von der barocken Ausstattung der Kirche erhalten.
- Auf den Zunftstangen aus der zweiten Hälfte des 19. Jahrhunderts sind neben Jesus der Erzengel Michael, der hl. Sebastian, der hl. Georg, zwei Bischöfe, der hl. Rochus von Montpellier und eine Anna selbdritt dargestellt.

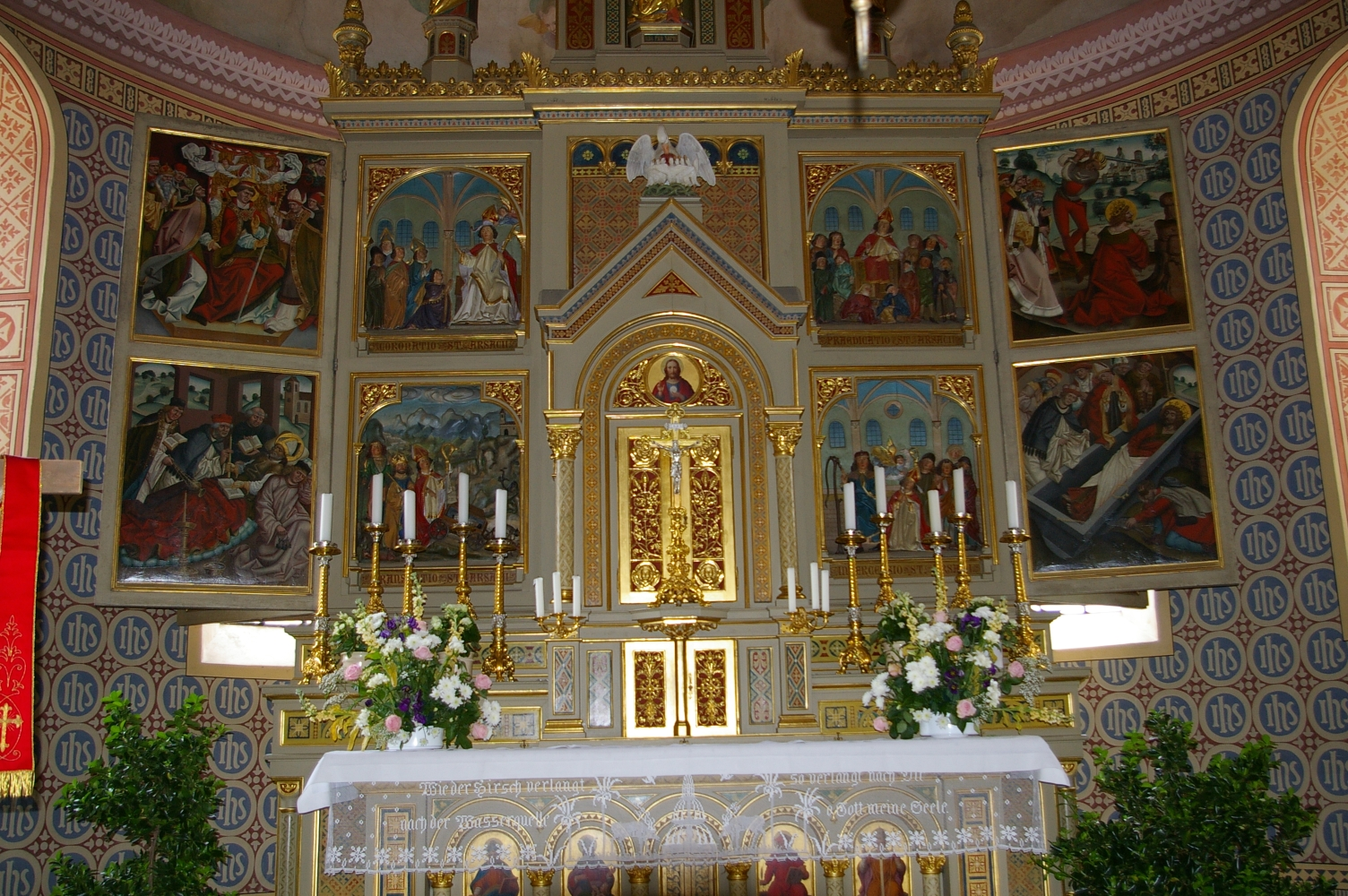
Hochaltar mit gotischen Reliefs und Bildtafeln
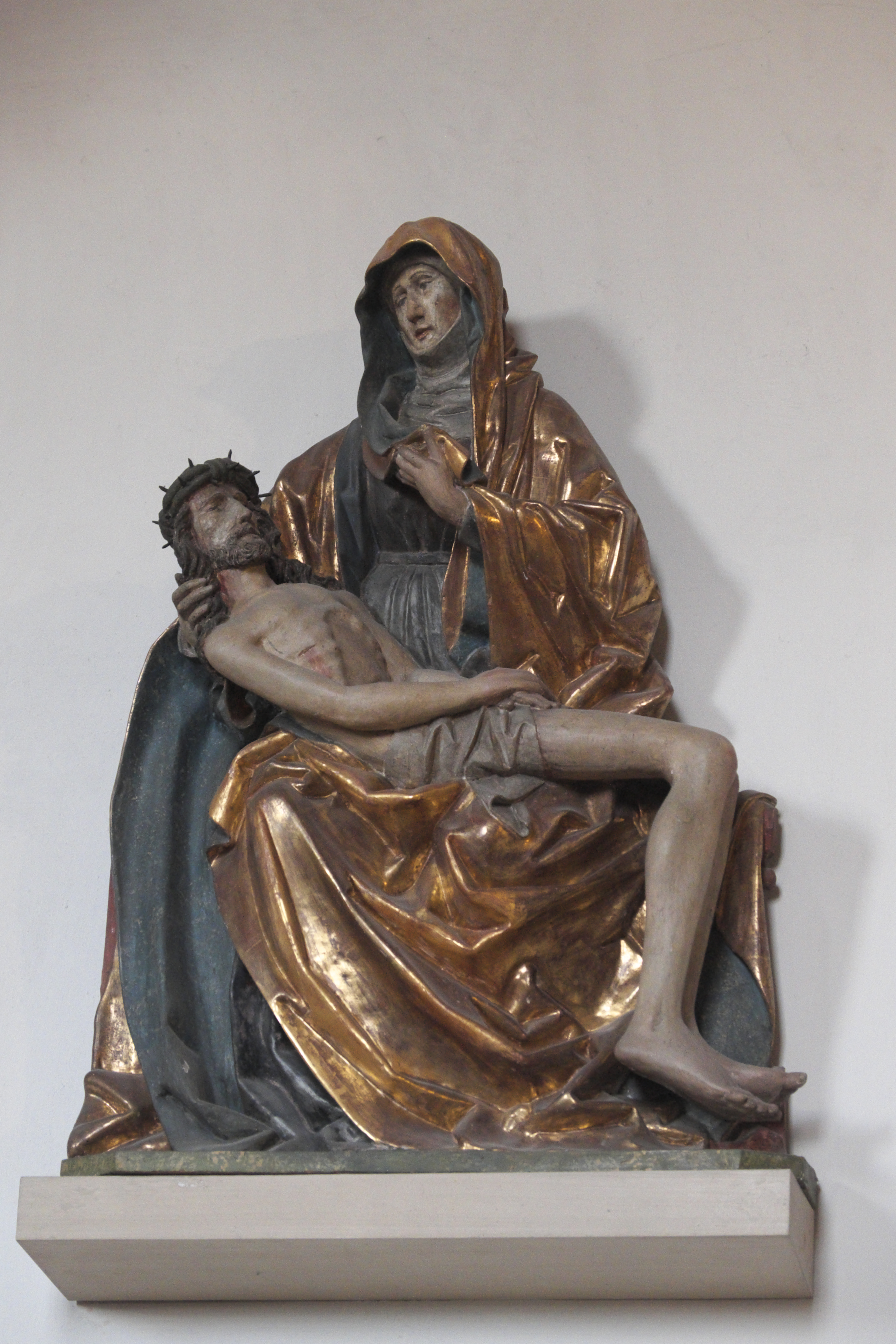
Pietà von Erasmus Grasser, um 1500
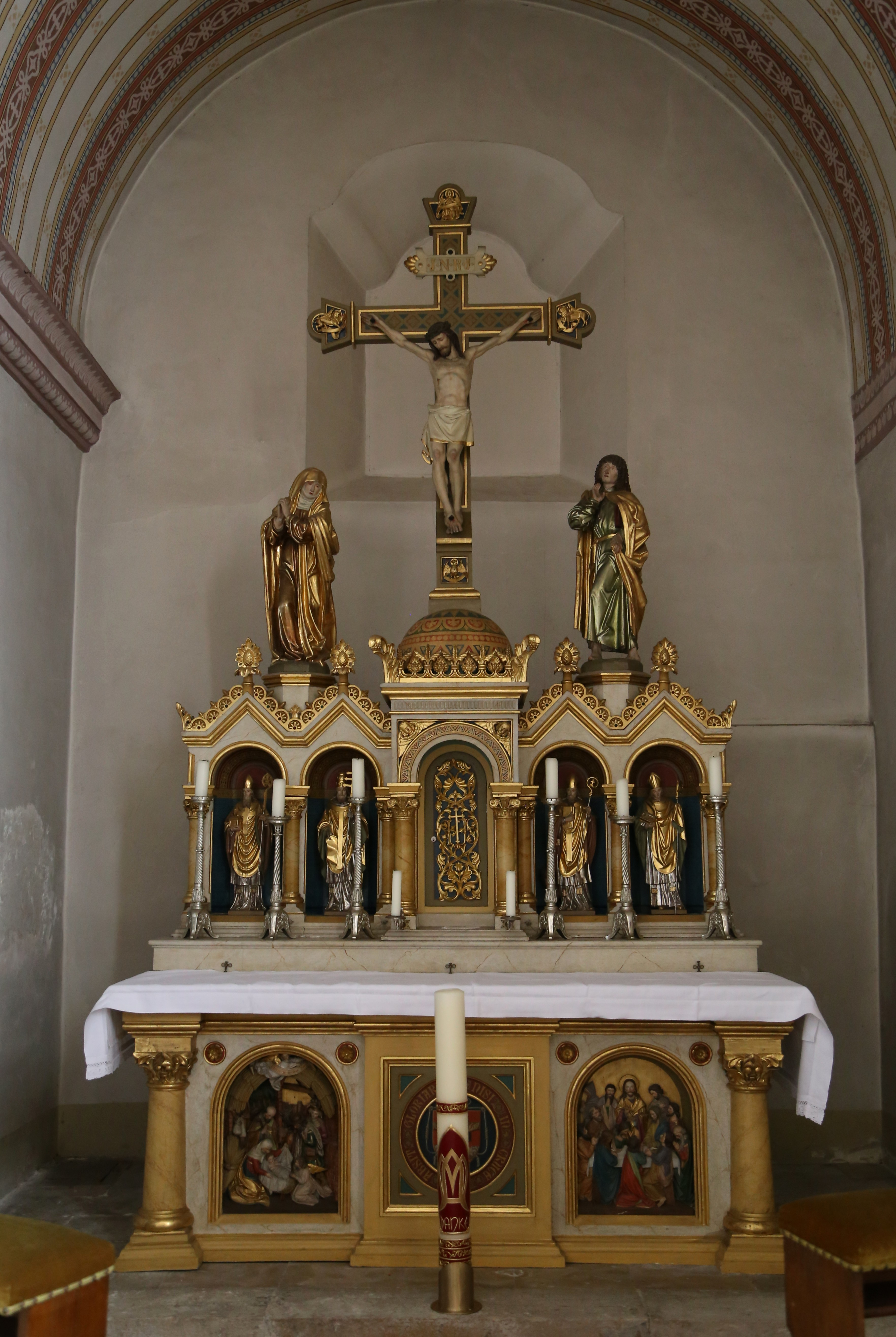
Kreuzaltar mit gotischen Skulpturen
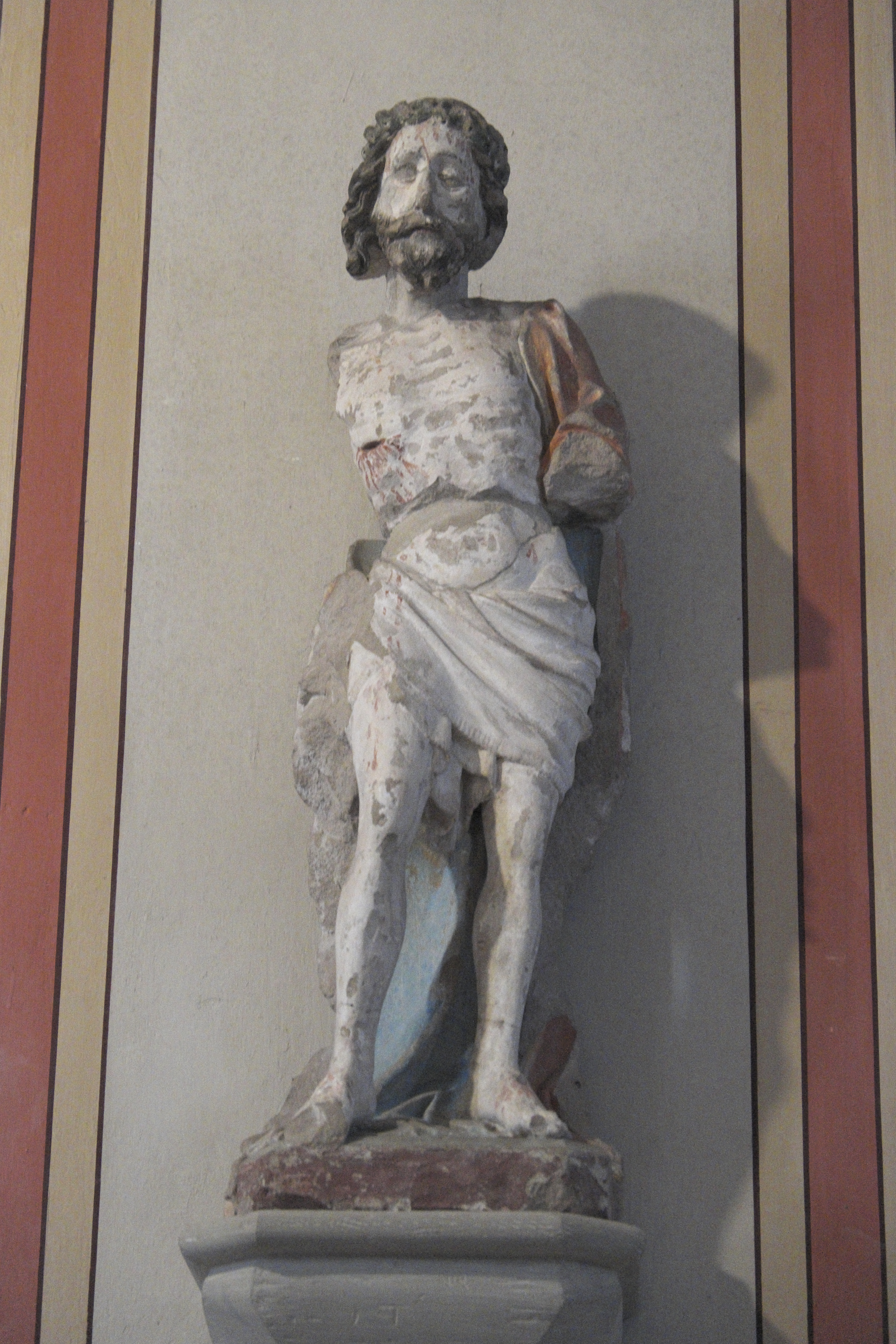
Schmerzensmann

## Orgel

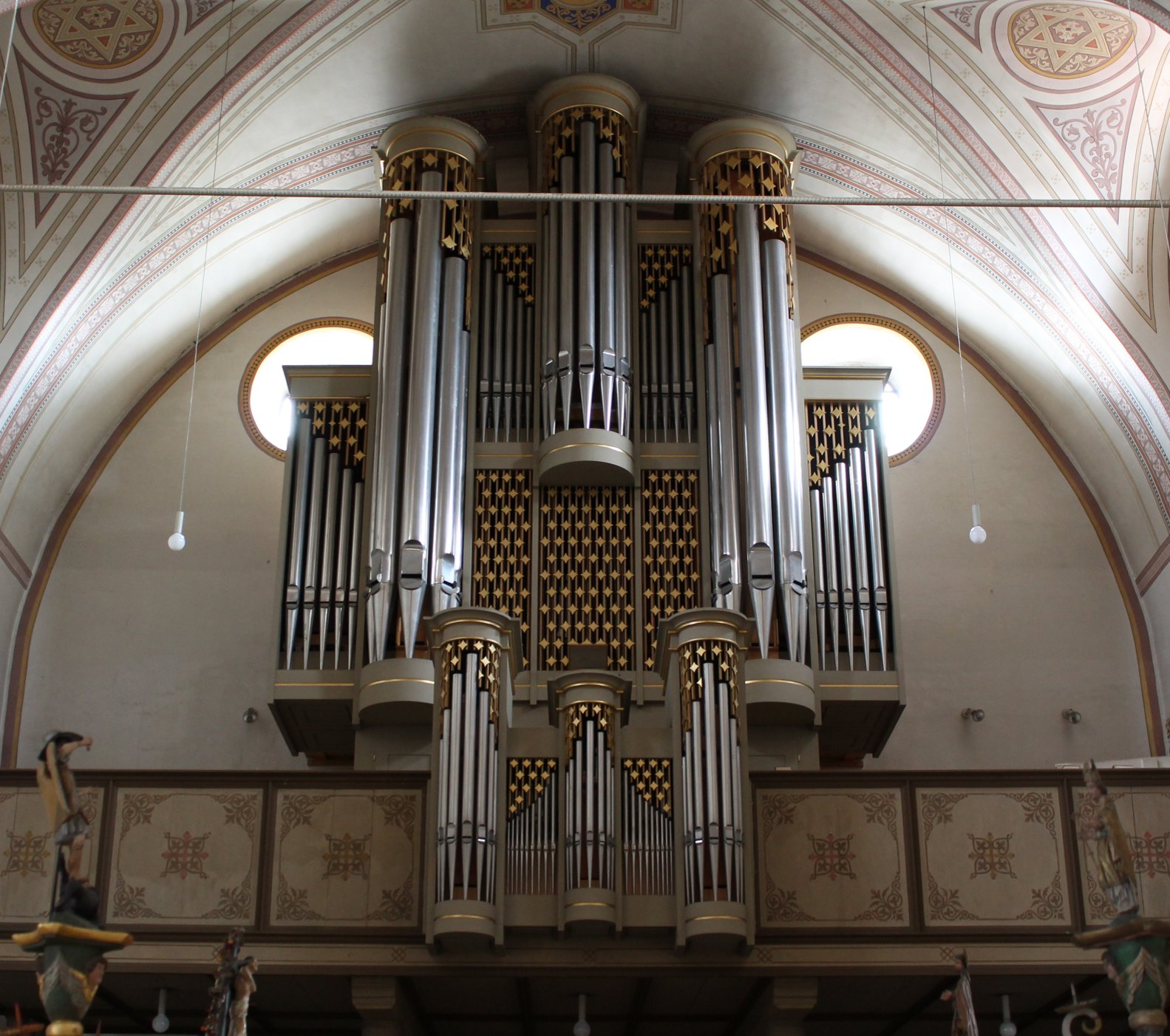
Orgelprospekt mit Rückpositiv

Die 1985 von Anton Staller gebaute Orgel besitzt 36 Register auf drei Manualen und Pedal. Die Disposition lautet:
| I Rückpositiv C–g3 |       |
| Bleigedackt        | 8′    |
| Praestant          | 4′    |
| Rohrflöte          | 4′    |
| Schwiegel          | 2′    |
| Sesquialter        | 2 ⁄3′ |
| Scharff            | 1′    |
| Krummhorn          | 8′    |
| Tremulant          |       |

| II Hauptwerk C–g3 |       |
| Quintade          | 16′   |
| Prinzipal         | 8′    |
| Bordun            | 8′    |
| Oktave            | 4′    |
| Koppelflöte       | 4′    |
| Quinte            | 2 ⁄3′ |
| Superoktave       | 2′    |
| Cornett           | 8′    |
| Mixtur            | 1 ⁄3′ |
| Trompete          | 8′    |

| III Schwellwerk C–g3 |        |
| Rohrflöte            | 8′     |
| Salicional           | 8′     |
| Schwebung            | 8′     |
| Weitprinzipal        | 4′     |
| Traversflöte         | 4′     |
| Nasat                | 2 ⁄3′  |
| Blockflöte           | 2′     |
| Terz                 | 1 3⁄5′ |
| Mixtur               | 2′     |
| Dulcian              | 16′    |
| Rohrschalmey         | 8′     |
| Tremulant            |        |

| Pedal C–f1  |       |
| Offenbaß    | 16′   |
| Subbaß      | 16′   |
| Oktavbaß    | 8′    |
| Bleipommer  | 8′    |
| Choralbaß   | 4′    |
| Rauschbaß   | 2 ⁄3′ |
| Posaune     | 16′   |
| Baßtrompete | 8′    |

- Koppeln: I/II, III/II, III/I, I/P, II/P, III/P
- Spielhilfen: 4facher mechanischer Setzer
- Bemerkungen: Schleiflade, mechanische Spiel- und elektrische Registertraktur

## Glocken
Das bestehende Geläute umfasst sechs Bronze-Glocken. Die fünf größten Glocken wurden von der Gießerei Anton Joseph Bachmair in Erding 1880 gegossen. Die kleinste Glocke, St. Cäcilia, wurde 1990 angeschafft, als Ersatz für die bei der Abnahme im Juni 1942 zerstörte, damals kleinste Glocke St. Michael (Bachmair, 1880). Die Cäcilien-Glocke wurde von der Gießerei Perner in Passau hergestellt und am 26. Juli 1990 geweiht. Das ehemalige sechsstimmige Bachmair-Geläute war mit rund 5,5 Tonnen das zweitgrößte Ensemble dieser Gießerei nach St. Nikolaus in Rosenheim mit 7,7 Tonnen, das heute nicht mehr existiert. Das Geläute von Ilmmünster ist heute vermutlich das einzige 5er-Ensemble aus dem 19. Jahrhundert von einer einzigen Gießerei im Erzbistum München und Freising.
Bestehendes Geläute
| Nr. | Name             | Gewicht | Schlagton | Aufschrift | Übersetzung |
| --- | ---------------- | ------- | --------- | --- | --- |
| 1   | Arsatiusglocke   | 2463 kg | H°        | O Praesul admirabilis - Patronus invinciblis - a fame, peste libera - a servitute vindica. M(aximus). R(everendus). D(ominus). Josef Fridl Paroch(us). h(uius). l(oci). et Decan(us). una cum A(dmodum). R(everendo). P(atre). Francisco Xaver(io). Kapplmayr Ord(inis). Capucin(orum). Min(ister). Provinc(ialis). hac sex campanas curavit. | O wundersamer Bischof - O einzigartiger Schutzpatron - bewahre uns vor Hunger und Seuche - befreie uns aus der Knechtschaft. Der hochwürdige Dekan und Pfarrherr dieses Ortes Josef Fridl hat zusammen mit dem Provinzial Franz Xaver Kapplmayr aus dem Kapuzinerorden hier sechs Glocken anbringen lassen. |
| 2   | Marienglocke     | 1231 kg | dis′ (es) | Ave Maria, gratia plena, Dominus tecum, benedictus fructus ventris tui, Jesus. A fulgure et tempestate, libera nos Domine Jesu Christe. | Gegrüßet seist Du Maria, voll der Gnade, der Herr sei mit Dir, gebenedeit ist die Frucht Deines Leibes, Jesus. Vor Blitz und Ungewitter bewahre uns, Herr Jesus Christus. |
| 3   | Josephsglocke    | 746 kg  | fis′      | Da Joseph meritis sidera scandere. | Gib, Joseph, dass wir durch Deine Wohltaten in den Himmel kommen. |
| 4   | Franziskusglocke | 526 kg  | gis′ (as) | Meritis et precibus S(acro). S(ancti). Franc(isci). Xaverii propitius, esto, Domine, populo tuo. | Durch die Wohltaten und Fürbitten des Hl. Franz Xaver sei Du, Herr, Deinem Volke gnädig. |
| 5   | Herz-Jesu-Glocke | 308 kg  | h′        | Jesu, cor nostrum visita Regna reclude coelica. Fac iter tutum superum et claude vias inferum. | Jesus, kehr ein in unser Herz, öffne uns das Himmelreich. Weise uns einen sicheren Weg in den Himmel und verschließe uns den Weg zur Hölle. |
| 6   | Cäcilienglocke   | 148 kg  | dis″      | Sancta Caecilia nos sonus tuus semper delectat. Rückseite: Ich habe Dich bei Deinem Namen gerufen. Mein bist Du. | Hl. Cäcilia, möge uns dein Klang immer erfreuen. Rückseite: Ich habe Dich bei Deinem Namen gerufen. Mein bist Du. (Jes 43,1) |

Die Glocken 1 bis 4 und 6 mussten 1942 abgeliefert werden. Glocke 6 (St. Michael) zerbrach bei der Abnahme. Die Glocken 1 bis 4 konnten 1947 wiedergefunden und zurückgebracht werden. Glocke 5 verblieb auf dem Turm.
1942 zerstörte ehemalige Bachmair-Glocke von 1880
| Nummer | Name           | Gewicht | Schlagton | Aufschrift                  | Übersetzung                               |
| ------ | -------------- | ------- | --------- | --------------------------- | ----------------------------------------- |
| 6      | Michaelsglocke | 143 kg  | dis (es)  | Huc custos pervigil advola. | Hierher eile, Du immer wachsamer Wächter. |

Glocken vor 1880
Vor 1880 waren fünf Glocken mit insgesamt 4034 Pfund vorhanden. Die erste und zweite Glocke trugen die Inschrift: „Ave Maria ...  . D . tecum . Beno (?) Sebolt goss mich 1415“. Auf der dritten Glocke stand: „Leonhard Strasser goss mich A. S. MDXC (1590). In Gottes Namen floss ich, Math. Rothmair, der Zeit Kirprobst, Leonhard  Rhael (?), Lovel (?) Eller Arerari (?) Jesus Nazarenus rex Judaeorum. Hic titulus triumphalis defendat nos nosotosque fructus terrae ab omnibus malis. - Ecce crucem Domini, fugite partes adversae“. Der Name des Gießers, Leonhard Strasser, ist nach Seeanner „sehr zweifelhaft“, er hält Wolfgang Steger für wahrscheinlicher. Die vierte Glocke wurde von A. B. Ernst in München 1758 gegossen. Die fünfte Glocke trug die Inschrift: „Soli Deo - Maria - 1509 Jar“.